# Kolonia (rejon bereski)
Kolonia (biał. Калонія; ros. Колония) – wieś na Białorusi, w obwodzie brzeskim, w rejonie bereskim, w sielsowiecie Zdzitów. Dawniej nosiła nazwę Kolonia Moszkowicze.
W dwudziestoleciu międzywojennym Kolonia Moszkowicze leżała w Polsce, w województwie poleskim, w powiecie prużańskim.